# Ruby Modine
Ruby Wylder Rivera Modine, född 31 juli 1990 i Los Angeles i Kalifornien, är en amerikansk skådespelerska, dansare och sångerska. Hon har bland annat gjort rollen som Sierra Morton i TV-serien Shameless, och Lori Spengler i slasherfilmerna Happy Death Day och Happy Death Day 2U. Hon är också huvudsångerska i musikgruppen Ruby Modine and the Disease.
Modine är dotter till skådespelaren Matthew Modine och makeup- och garderobsstylisten Caridad Rivera. Hon har också en äldre bror, Boman Modine, som bland annat arbetar som regiassistent.

## Filmografi (i urval)

### Filmer
- 2017 – Happy Death Day
- 2019 – Happy Death Day 2U

### TV-serier
- 2016–2018 – Shameless (TV-serie)
- 2020 – God Friended Me (TV-serie)